# Adidas Teamgeist

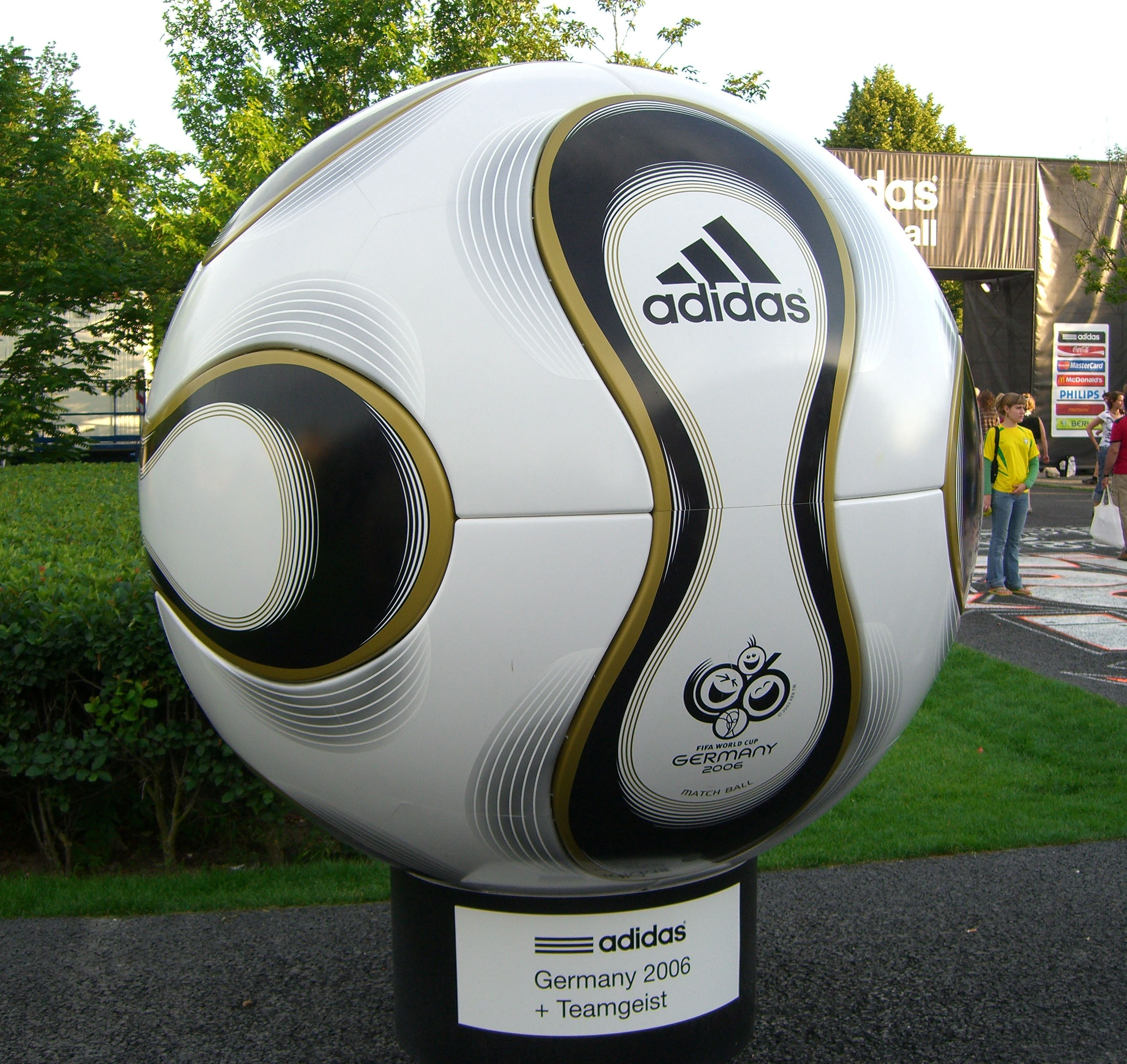
Adidas Teamgeist.

L'Adidas Teamgeist, ufficialmente +Teamgeist, è un pallone da calcio prodotto da Adidas, sviluppato in collaborazione con la Molten Corporation.

## Design
Teamgeist fu il primo pallone a non avere la tradizionale copertura a icosaedro troncato; infatti, essa era formata da solo 14 pannelli curvi, rendendo la copertura topologicamente equivalente a un ottaedro troncato. Ciò significava ridurre il numero dei punti di contatto su tre pannelli del 60% (da 60 a 24), diminuendo la lunghezza totale delle linee dei pannelli di oltre il 15% (400,5 cm a 339,3 cm). Per quanto riguarda i materiali e la saldatura dei pannelli, Teamgeist mantenne le caratteristiche già introdotte con Roteiro e Pelias.
L'obiettivo di questi accorgimenti tecnici era aumentare la rotondità del pallone e uniformare la risposta all'impatto, rendendola indipendente dal punto in cui il pallone fosse stato colpito; inoltre, la quasi completa impermeabilità serviva a non renderlo più pesante in caso di pioggia.
Approfonditi test comparativi vennero condotti sul pallone dall'Università di Loughborough, insieme ai laboratori Adidas di Scheinfeld.
|                                             | Standard approvato dalla FIFA | Misurazioni del Teamgeist |
| ------------------------------------------- | ----------------------------- | ------------------------- |
| Circonferenza                               | 68,5 – 69,5 cm                | 69.0 – 69.25 cm           |
| Diametro                                    | Differenza ≤ 1,5%.            | Differenza ≤ 1,0%.        |
| Assorbimento dell'acqua                     | Aumento di peso ≤ 10%.        | Aumento di peso ≤ 0,1%.   |
| Peso                                        | 420 - 445 gr                  | 441 - 444 gr              |
| Mantenimento della forma e delle dimensioni | 2000 cicli a 50 km·h −1       | 3500 cicli a 50 km·h −1   |
| Prova di rimbalzo                           | ≤ 10 cm                       | ≤ 2 cm                    |
| Perdita di pressione                        | ≤ 20%                         | ≤ 11%                     |

Sebbene fosse stato pianificato di includere un sistema di tracciamento elettronico, questo progetto venne abbandonato dopo essere stato testato al campionato mondiale di calcio Under-17 2005 in Perù.

## Storia
Nel dicembre 2005 Adidas presentò Teamgeist come il pallone ufficiale del campionato mondiale di calcio 2006 in Germania, ma il pallone fu impiegato anche per coppa delle nazioni africane 2006. Il colore principale del pallone era bianco e la decorazione era formata da linee nere che sottolineavano il contorno dei pannelli a forma di 8; mentre il nome Teamgeist in tedesco significa "spirito di squadra", ma essendo la parola non registrabile come marchio, l'Adidas scelse come nome ufficiale del pallone +Teamgeist. Ognuna delle 32 federazioni qualificate ricevette una fornitura di 40 palloni per gli allenamenti, mentre i palloni usati per le partite vennero personalizzati con il nome dello stadio, delle squadre e la data e l'orario di inizio dell'incontro.

## Varianti
In occasione della finale, Adidas presentò la variante Teamgeist Berlin, la quale presentava un design simile all'originale, ma con diversi dettagli in oro. Entrambe le formazioni finaliste (Francia e Italia) ricevettero una fornitura di 20 palloni di questa versione. L'enorme successo commerciale di Teamgeist spinse l'Adidas a produrre numerose varianti cromatiche, le quali vennero proposte dall'azienda tedesca come palloni ufficiali per varie competizioni, quali le edizioni 2006 e 2007 della MLS,  le edizioni 2006 e 2007 della J.League e della Primera División argentina 2006-2007. A partire dalla finale dell'edizione 2005-2006 sino alle semifinali dell'edizione 2009-2010 il design di Teamgeist fu utilizzato per la realizzazione dei palloni ufficiali della UEFA Champions League. La fornitura venne estesa anche alla UEFA Europa League all'edizione 2009-2010.
Nel 2007, in occasione Coppa del mondo per club FIFA in Giappone, venne presentata la versione aggiornata Teamgeist 2, le cui varianti furono utilizzate anche per il campionato mondiale femminile di calcio 2007 in Cina, per il campionato mondiale di calcio Under-20 2007 in Canada e per il campionato mondiale di calcio Under-17 2007 in Corea del Sud. Altre varianti vennero impiegate come palloni ufficiali delle edizioni 2008 e 2009 della MLS, della J.League 2008 e della Primera División argentina 2008-2009. Per i tornei di calcio dei giochi della XXIX Olimpiade e della XIII Paralimpiade svoltisi a Pechino, fu utilizzata la variante Teamgeist 2 Magnus Moenia. Infatti, il nome Magnus Moenia, in latino "grande muro", faceva riferimento alla Grande muraglia cinese.
Il 2 dicembre 2007, durante il sorteggio della fase finale del campionato europeo di calcio 2008, venne presentata la variante Europass come pallone ufficiale della rassegna continentale. Quest'ultimo presentava una colorazione bianca e una decorazione formata da cerchi neri (con un lieve bordo rosso che omaggiava i colori nazionale dei paesi ospitanti Austria e Svizzera), che gli conferiva un aspetto vagamente simile all'iconico Telstar. La finale, invece, venne disputata con Europass Gloria, una versione argentata di Europass. Per il campionato europeo femminile di calcio 2009 in Finlandia, il campionato europeo di calcio Under-21 2009 in Svezia e la coppa del mondo per club FIFA 2008, l'Adidas presentò come pallone ufficiale la variante Terrapass. Varianti di quest'ultimo furono impiegate anche come palloni ufficiali della Primera División argentina 2008-2009 e della J.League 2009.

Un'altra variante, Wawa Aba, invece, fu utilizzata come pallone ufficiale della coppa delle nazioni africane 2008 in Ghana. La colorazione riprendeva direttamente i colori della bandiera ghanese, e più in generale i colori panafricani, mentre il nome faceva riferimento al seme di wawa, che nella cultura ghanese rappresenta forza e resistenza. Mentre il pallone ufficiale della FIFA Confederations Cup 2009 fu Kopanya, il cui nome significa "uniamoci insieme" nelle lingue sotho, mentre la decorazione richiamava i tipici disegni Ndebele in rosso, giallo, verde e blu.

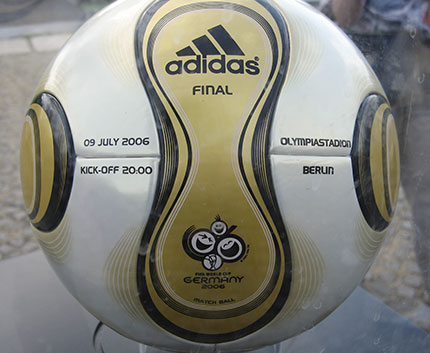
Teamgeist Berlin.
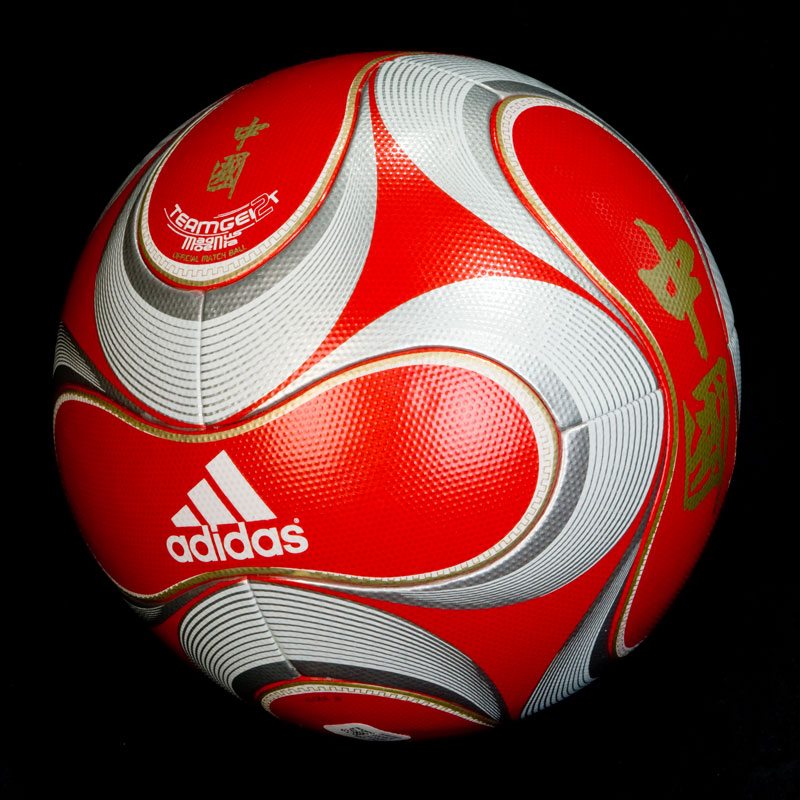
Teamgeist 2 Magnus Moenia.
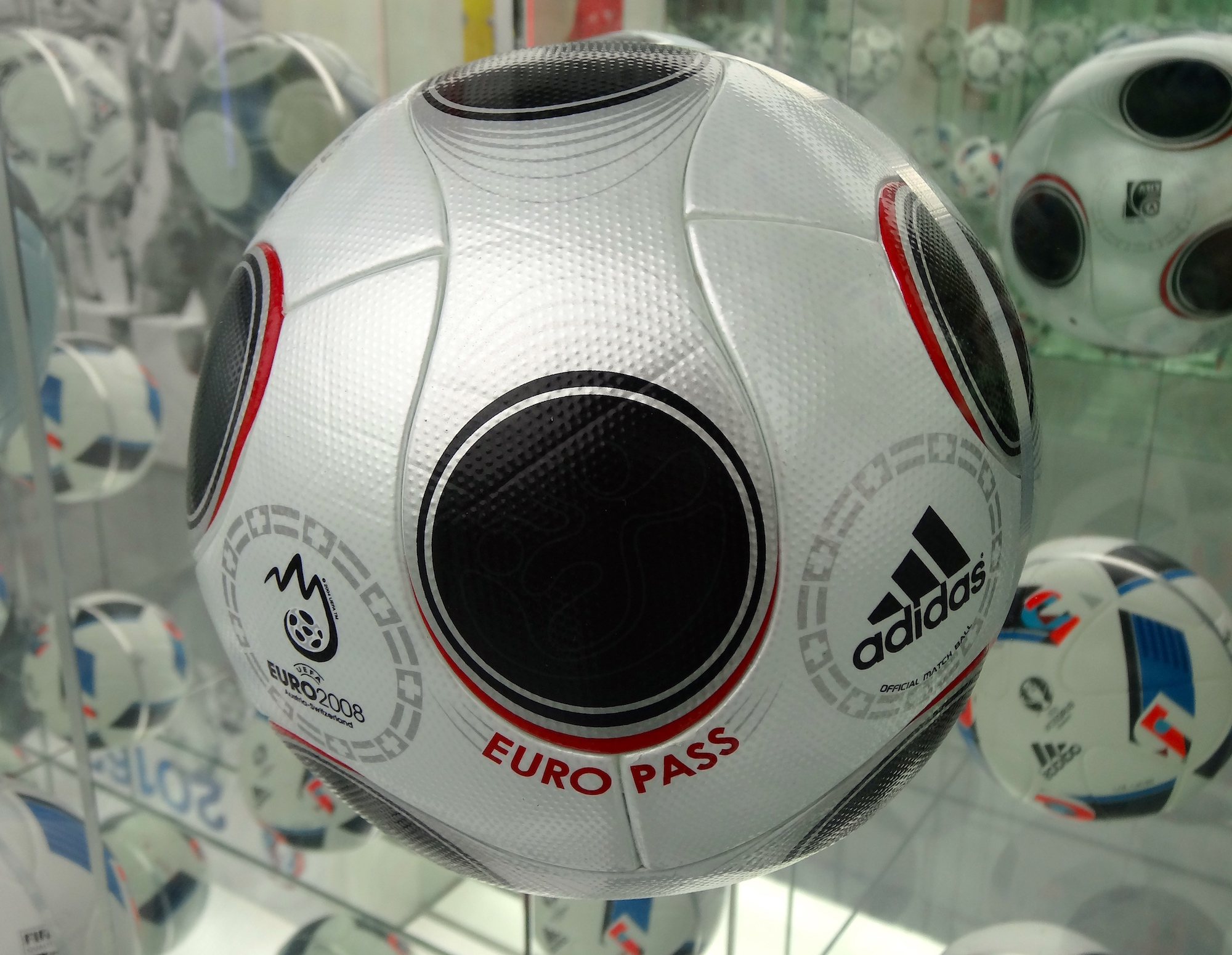
Europass.
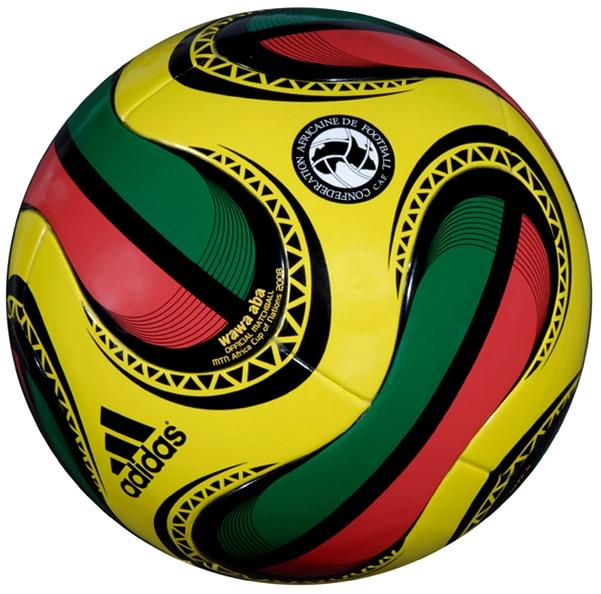
Wawa Aba.
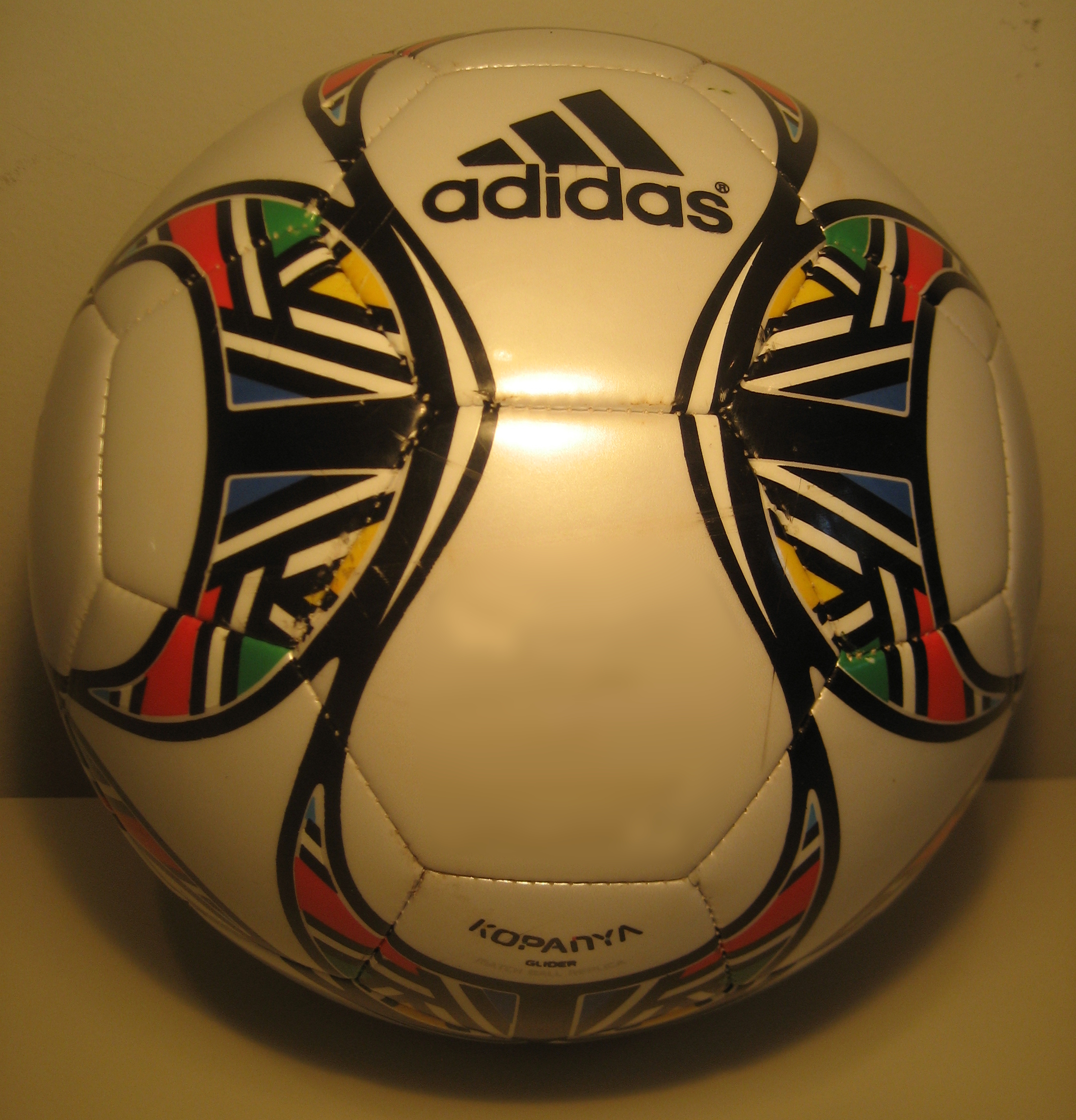
Replica di Kopanya.

## Critiche
I testimonial Adidas Johann Vogel e David Beckham elogiarono le caratteristiche di Teamgeist, ma molti altri calciatori lo criticarono pesantemente. Infatti, giocatori come Roberto Carlos e Paul Robinson sostennero che il pallone era troppo leggero e aveva prestazioni molto diverse quando bagnato, inoltre, la riduzione delle cuciture riduceva la resistenza dell'aria, alterando pesantemente le traiettorie di volo.
Lo stesso genere di critiche vennero mosse anche alla variante Europass. L'allenatore dei portieri della Germania Andreas Köpke e il portiere tedesco Jens Lehmann, nonché il l'austriaco Alexander Manninger, il ceco Petr Čech e gli italiani Gianluigi Buffon e Marco Amelia lamentarono la pesante imprevedibilità del pallone.
Mentre il calciatore egiziano Hosny Abd Rabo, invece, affermò che la variante Wawa Aba non era adatta nemmeno ai passaggi.